# ヴィヴィアン・ライ
ヴィヴィアン・ライ（黎瑞恩、Vivian Lai、1973年2月18日 - ）は、香港の女性歌手。愛称は細V、小恩子、泥水など。香港生まれ。籍貫は広東南海。1990年にBMGからデビュー、ポリグラム、EMI、ユニバーサルを経て、2002年から活動休止していたが、2016年にスター・エンターテインメントからCDを発表、活動再開した。

## 来歴
ヴィヴィアン・ライは1989年に歌謡大会で優勝し、香港における有名音楽プロデューサー、アンガス（安格斯）に注目される。1990年にBMGと契約、『問候』でデビュー。翌年ポリグラムに移籍した際、その中心的スターであったプリシラ・チャンが米国留学で活動停止したので、声質の似ているヴィヴィアン・ライに期待が集まる中で、『我從這裡開始』を発売、その中の曲『發誓』がヒット。のち『雨季不再來』もテレビで人気が出て、テレビ番組のホストに起用される。『一人有一個夢想』はゴールドディスクとなり、3つの賞も受賞。1995年には台湾デビューし、北京語での曲を発売。1997年、力図レコード（力圖唱片）と契約するも、1998年に倒産。
松田聖子の「大切なあなたを「陽光路上」というタイトルで広東語でカバーしている。
2002年にEMIから、引退前の最後のアルバム『Dreams Come True』を発売。香港コロシアムで初めて単独コンサートを開催。終了後、芸能界からの引退を発表。その後、実業家曽憲梓の三男、曽智明と結婚。一男一女をもうける。引退後はメディアへの露出はほとんどなかった。2008年、コンサートの特別ゲストとして、友人のカレン・トン、ウィニー・ラウと合唱。2013年にチャリティーコンサートを行う。2014年に離婚したことが発覚。
2016年8月にスター・エンターテインメントと契約、12月に新アルバム『感恩』を発表し、活動再開。

## ディスコグラフィー
| リリース年月   | アルバムタイトル                   | トラック |
| 1991年11月15日 | 我從這裏開始                       | 1. 我從這裡開始（音楽） 2. 發誓 3. How deep is your love 4. 專一 5. 相信不會再一起 6. 隨你喜歡 7. 多麼想你 8. 倚靠在你身 9. 莫失莫忘 10. 你說吧！ 11. 終於 12. 道別！（音楽）                                                                                 |
| 1992年10月     | 雨季不再來                         | 1. 雨季不再來 2. Lovers 3. 少女心 4. 夏日初吻 5. 了不起 6. 別偷去我的夢 7. 廿世紀不了情 8. 瑞恩行動 9. 你的魔力 10. 微夢 |
| 1993年4月      | 我是不是真的戀愛了                 | 1. 我是不是真的戀愛了 2. 一人有一個夢想 3. 多情 4. 無須太早決定 5. 正義（Peaceful Mix） 6. 長流不息（ジャッキー・チュンとのデュエット） 7. 夢想一天 8. 等到今夜 9. 資深戀愛家 10. 一家笑口（レオン・ライとのデュエット） 11. 玉女心經 12. 正義（Warrior Mix） |
| 1993年10月28日 | 不知不覺想起你                     | 1. 自動消失Lonely Days 2. 愛你這樣傻 3. 明白我這世界沒有別人 4. 這夜仍然溫暖 5. 放下了心事 6. 說愛談情（ウィニー・ラウとのデュエット） 7. 不知不覺想起你 8. 但願給戀火灼傷 9. 遙遠的歌 10. 還欠缺些甚麼                                                       |
| 1994年5月      | 陽光路上                           | 1. 陽光路上（「大切なあなた」のカバー） 2. 留不住 3. 愛你一定快樂 4. 妒忌 5. 不愛天才 6. 幻想曲 7. 舊愛新歡 8. 真的愛我就別離開 9. 你從未說過愛我 10. 火熱的情、傷痛的心（北京語歌曲）                                                                        |
| 1995年1月6日   | 你愛我甚麼                         | 1. 三級（三級勵志歌） 2. 以心出發 3. 你愛我甚麼 4. 夢與我飛翔 5. 一見如故 6. 心心相印 7. 造夢 8. 愛情 9. 慶祝失戀 10. 愛一次便夠（リーマス・チョイとのデュエット）                                                                                            |
| 1995年6月      | 你是我生命中的一切                 | 1. 卿本佳人 2. 你是我生命中的一切 3. 錯在多情 4. 你 5. 一天天請你動情 6. 覺悟 7. 迷濛下雨天 8. 全是我幸運 9. 有情天 10. 母親 |
| 1995年12月     | 秘密（北京語アルバム）             | 1. 秘密 2. 愛我就疼我 3. 當孤單遇上孤單 4. 為你活下去 5. 一人有一個夢想 6. 故事 7. 一見如故 8. 從相處到了解 9. 欠你太多 10. 傻子 |
| 1996年7月      | 恩想                               | 1. 預先綵排的分手 2. 豐採依然 3. 再不想錯過 4. 缺憾美 5. 跟你講清楚 6. 相信自己 7. 親恩 8. 繼續、繼續、繼續 9. 恩想 10. 將知識放送 11. 愛你會是多淒美 |
| 1996年8月      | 我知道你在說再見（北京語アルバム） | 1. 我知道你在說再見 2. 讓我知道 3. 愛上今生最愛的人 4. 愛你一輩子 5. 愛是永遠 6. 體貼 7. 把明天給了你 8. 你讓我感動（リーマス・チョイとのデュエット） 9. 自願 10. 伴娘                                                                                        |
| 1997年8月      | 認真                               | 1. 認真 2. 怎麼都不錯 3. 永遠暗戀 4. 分居 5. 情況普通 6. 完全的快樂 7. 自卑 8. 榴槤飄香 9. 望你 10. 無盡是大地 |
| 2002年3月26日  | Dreams come true                   | 1. 雲上的日子 2. 一人有一個理想 3. 今夜來世 4. 你最了不起 5. 音樂派對 6. 花瓣占卜 7. 踢走鋼盔 8. 恩愛對象 9. 我要忘掉你 10. 我從一個人 |
| 2016年12月23日 | 感恩                               | 1. 幸福摩天輪 2. 身外情 3. 逾越生死 4. 城裡的月光 5. 今生不再 6. 舊街角 7. 回眸一笑 8. 祝英台 9. 假使有日能忘記 10. 陌上歸人 |